# La Passada (Sant Quintí de Mediona)
La Passada és una obra de Sant Quintí de Mediona (Alt Penedès) inclosa a l'Inventari del Patrimoni Arquitectònic de Catalunya.

## Descripció
Masia emplaçada en una zona limitada per un revolt de la carretera d'Igualada a Sitges, prop de Sant Quintí de Mediona. És un edifici de planta baixa, pis i golfes, amb teulada a dues vessants. La façana principal té un gran balcó d'obra. Hi ha una galeria lateral amb arcs rebaixats sobre pilars, i un terrat amb balustrada de terracota. El conjunt compta amb un baluard i una capella, així com edificis agrícoles annexos, i es completa amb un jardí i un petit bosquet.

## Història
La Passada va ser construïda durant el segle xviii, d'acord amb la inscripció de la façana, (1797).